# Günter Behnisch
Günter Behnisch (Lockwitz, 12 giugno 1922 – Stoccarda, 12 luglio 2010) è stato un architetto tedesco.
Durante la seconda guerra mondiale divenne uno dei più giovani comandanti tedeschi al comando di un sottomarino, dopodiché diventò uno dei più influenti architetti decostruttivisti. È noto in particolare per aver progettato l'Olympiastadion di Monaco di Baviera e la Bundeshaus di Bonn, dove si riuniva il Parlamento Federale della Germania Ovest.

## Progetti

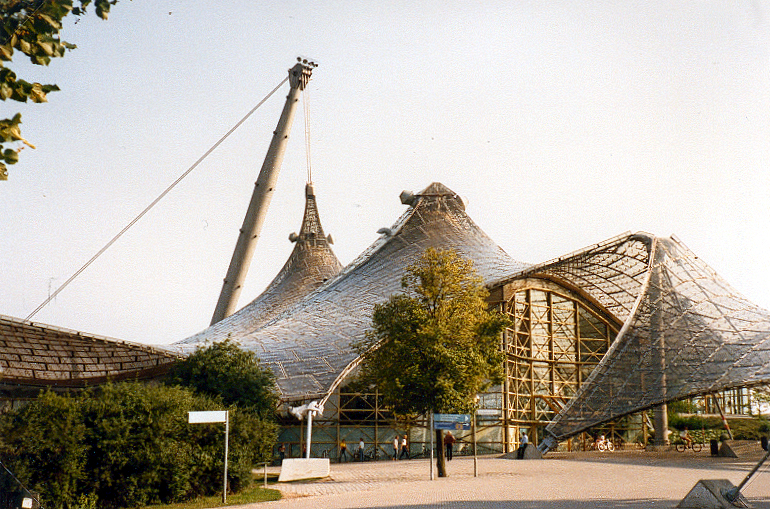
Parco dell'Olympiastadion di Monaco di Baviera

- 1972: Olympiapark di Monaco di Baviera[4]
- 1992: Sala plenaria del parlamento tedesco (Bundestag) di Bonn[5]
- 1993-2005: Accademia delle Arti (Akademie der Künste) di Berlino, nel quartiere di Mitte[6]
- 1998: Torre di controllo dell'aeroporto di Norimberga[7]
- 2002: Edificio della Norddeutsche Landesbank di Hannover[8]
- 2003: Sede della Genzyme a Cambridge, nel Massachusetts[9]
- 2005: Donnelly Centre for Cellular and Biomolecular Research di Toronto[10]